# Parasollblad
Parasollblad (Astilboides tabularis) är en stenbräckeväxtart som först beskrevs av William Botting Hemsley, och fick sitt nu gällande namn av Adolf Engler. Parasollblad ingår i släktet Astilboides och familjen stenbräckeväxter. Inga underarter finns listade i Catalogue of Life.

## Bildgalleri

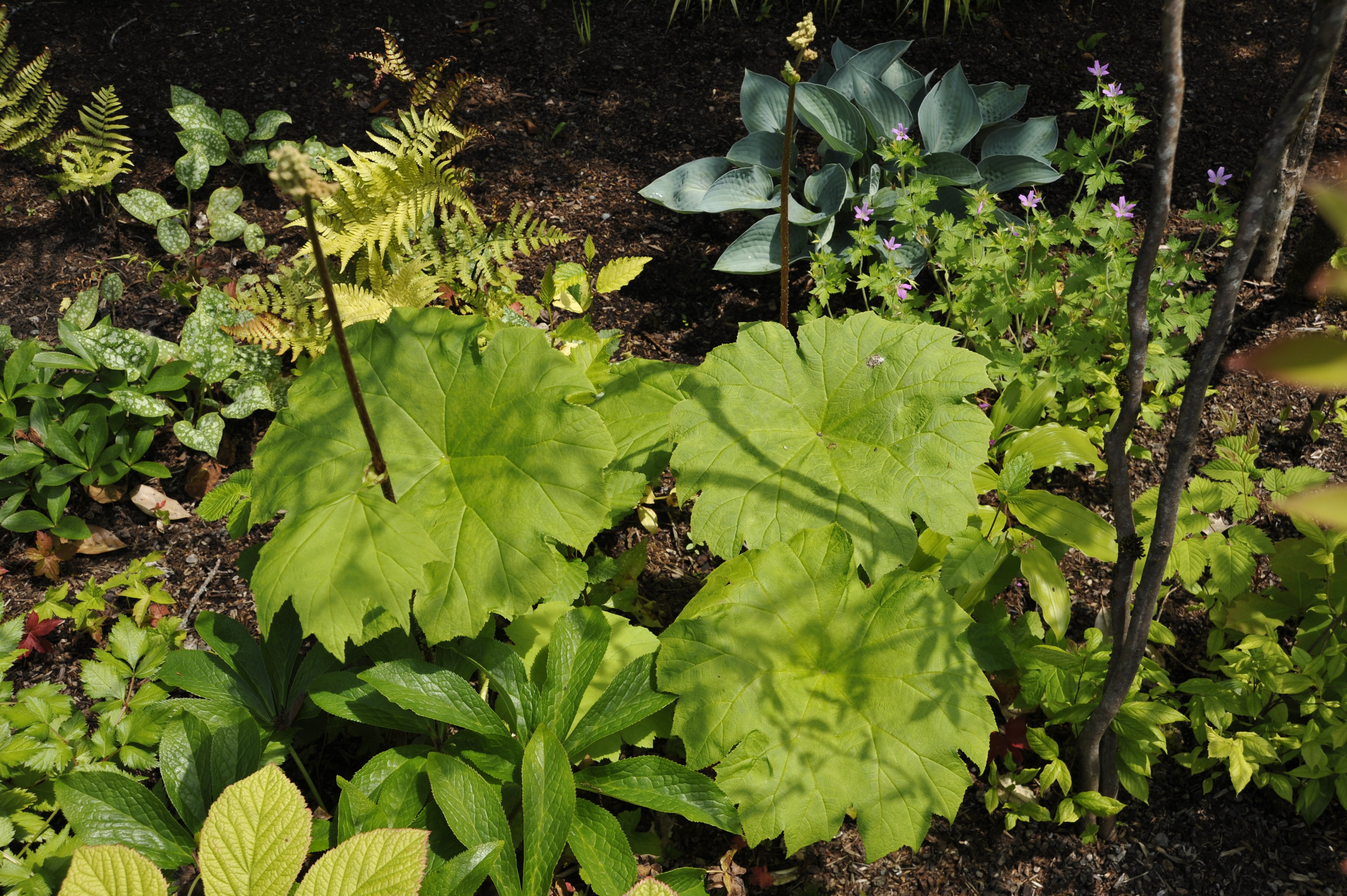